# Mk 82
La Mk 82 è una bomba a caduta libera leggera di produzione General Dynamics, statunitense, ed in uso principalmente alla United States Air Force dagli anni cinquanta.
Tuttora in produzione è la bomba maggiormente utilizzata nell'USAF per direttiva di Barack Obama, contro l'ISIS e in Siria, Iraq, Afghanistan, Libia, Yemen, Somalia e Pakistan.
Trasportata sugli aerei A-10A, B-1B, B-2, B-52, F-4G, F-15A, F-15E, F-16A-D, F-111D-F, F-117A.

## Sviluppo
Attualmente solo la General Dynamics nello stabilimento di Garland, Texas è certificata dal Dipartimento della Difesa, per la produzione di bombe per le Forze Armate statunitensi.

## Distribuzione
Più di 4.500 GBU-12 / Mk 82 bombe a guida laser sono state sganciate sull'Iraq durante la Guerra del Golfo. La Francia ha chiesto 1.200 Mk 82 nel 2010 per la Société des Ateliers Mécaniques de Pont-sur-Sambre (SAMP), che costruisce MK82 su licenza. L'Arabia Saudita ha richiesto 8.000 Mk 82 nel 2015, insieme con i kit di guida e altre armi.